# David Roddy
David Michael Roddy (ur. 27 marca 2001 w Minneapolis) – amerykański koszykarz, występujący na pozycji niskiego skrzydłowego, od 2024 zawodnik Phoenix Suns.
8 lutego 2024 został wytransferowany do Phoenix Suns.

## Osiągnięcia
Stan na 10 marca 2024, na podstawie, o ile nie zaznaczono inaczej.
NCAA
- Uczestnik turnieju NCAA (2022)
- Koszykarz roku:
  - konferencji Mountain West (2022)[5]
  - dystryktu (2022 według USBWA)
- MVP:
  - turnieju US Virgin Islands Paradise Jam (2022)
  - spotkania Naismith Hall of Fame Classic (2021)
- Zaliczony do:
  - I składu:
    - Mountain West (2021, 2022)
    - turnieju:
      - Mountain West (2022)
      - Paradise Jam (2022)

  - dystryktu (2021 według USBWA, NABC, 2022 według USBWA)
  - III składu All-American (2022 przez Sports Illustrated)
  - składu honorable mention:
    - All-American (2022 przez Associated Press, USBWA)
    - All-Mountain West (2020)
- Zawodnik kolejki konferencji Mountain West (5.01.2021, 13.12.2021)
- Lider Mountain West w skuteczności rzutów z gry (2022 – 57,1%)